# Коммунарка (Гродненская область)
Коммуна́рка (бел. Камуна́рка, пол. Łapcicha) — деревня в Сморгонском районе Гродненской области Белоруссии.
Входит в состав Залесского сельсовета.
Расположена у истока реки Оксна. Расстояние до районного центра Сморгонь по автодороге — около 12 км, до центра сельсовета агрогородка Залесье по прямой — 14,5 км. Ближайшие населённые пункты — Базары, Большая Мысса, Михничи. Площадь занимаемой территории составляет 0,1456 км², протяжённость границ 2060 м.

## История
Деревня отмечена под названием Лаптиха на карте Шуберта (середина XIX века) в составе Кревской волости Ошмянского уезда Виленской губернии. Упоминается под названием Лантихи (пол. Łancichy) в составе имения Малый Селец и насчитывала 16 душ ревизских.
После Советско-польской войны, завершившейся Рижским договором, в 1921 году Западная Белоруссия отошла к Польской Республике и деревня была включена в состав новообразованной сельской гмины Крево Ошмянского повета Виленского воеводства.
В 1938 году Коммунарка насчитывали 12 дымов (дворов) и 50 душ.
В 1939 году, согласно секретному протоколу, заключённому между СССР и Германией, Западная Белоруссия оказалась в сфере интересов советского государства и её территорию заняли войска Красной армии. Деревня вошла в состав новообразованного Сморгонского района Вилейской области БССР. После реорганизации административного-территориального деления БССР деревня была включена в состав новой Молодечненской области в 1944 году. В 1960 году, ввиду новой организации административно-территориального деления и упразднения Молодечненской области, Коммунарка вошла в состав Гродненской области.

## Население
| 1938 | 1999 | 2009 |
| ---- | ---- | ---- |
| 50   | 20   | 8    |

## Транспорт
Вдоль южной границы деревни проходит автомобильная дорога местного значения Н6144 Голешонки — Олешишки.